# Die Liebe zu dir
Singles de Mireille Mathieu
Der Clochard
(1982) Vai colomba bianca
(1982)
Pistes de Ein neuer Morgen
Arc de triomphe Bleib noch da
Die Liebe zu dir est une chanson en allemand interprétée par la chanteuse française Mireille Mathieu, sortie en 1982 en Allemagne sous le label Ariola.

## Reprises
La face A, Die Liebe zu dir est une reprise de la chanson Chariots of Fire, thème musical du film "Les Chariots de feu" composée par Vangelis.
La face B quant à elle, Was nun (Es gibt noch viele Lieder) connaîtra une version française sous le titre Un homme, interprétée également par la chanteuse. Le compositeur de la chanson, Didier Barbelivien, va interpréter également cette chanson sous le titre "Elsa" mais avec des paroles différentes.

## Principaux supports discographiques
La chanson se retrouve pour la première fois sur le 45 tours du même nom paru en 1982 en Allemagne avec cette chanson en face A et la chanson Was nun en face B. Elle se retrouvera également sur quelques compilations CD comme celle sortie en 1998, Das Beste aus den Jahren 1977-87.